# Phare arrière de Warren Cove
Le phare arrière de Warren Cove (en anglais : Warren Cove Range Rear Light) est un phare d'alignement situé sur le côté ouest de l'entrée du port de Charlottetown dans le Comté de Queens (Province de l'Île-du-Prince-Édouard), au Canada. Il fonctionne conjointement avec le phare avant de Warren Cove.
Ce phare est géré par la Garde côtière canadienne  et Parcs Canada.

## Histoire
Une paire de feux d'alignement a été réalisée en 1907 sur la zone de Warren Farm à l'ouest du port de Charlottetown. Le phare arrière se trouve à quelque 285 mètres du phare avant. Cette zone porte désormais le nom de Warren Cove qui est devenue le lieu historique national de Port-la-Joye–Fort-Amherst.

## Description
Le phare est une tour pyramidale blanche en de 7,7 m de haut, avec une galerie carrée surmontée d'une lanterne carrée rouge en bois. Il émet, à une hauteur focale de 23 m, un feu jaune continu. Sa portée nominale est de 12 milles nautiques (environ 22 km).
Identifiant : ARLHS : CAN-131 - Amirauté : H-1016.1 - NGA : 8252 - CCG : 0997 .
|                         |
| Warren Cove Range Front |

### Lien connexe
- Liste des phares de l'Île-du-Prince-Édouard